# Wareham (Massachusetts)
Wareham é uma vila localizada no condado de Plymouth no estado estadounidense de Massachusetts. No Censo de 2010 tinha uma população de 21.822 habitantes e uma densidade populacional de 182,02 pessoas por km².

## Geografia
Wareham encontra-se localizado nas coordenadas 41° 45′ 38″ N, 70° 42′ 03″ O. Segundo o Departamento do Censo dos Estados Unidos, Wareham tem uma superfície total de 119.89 km², da qual 92.88 km² correspondem a terra firme e (22.53%) 27.01 km² é água.

## Demografia
Segundo o censo de 2010, tinha 21.822 pessoas residindo em Wareham. A densidade populacional era de 182,02 hab./km². Dos 21.822 habitantes, Wareham estava composto pelo 86.49% brancos, o 3.52% eram afroamericanos, o 0.65% eram amerindios, o 0.69% eram asiáticos, o 0.02% eram insulares do Pacífico, o 4.35% eram de outras raças e o 4.28% pertenciam a duas ou mais raças. Do total da população o 2.3% eram hispanos ou latinos de qualquer raça.